# Mathieu Rosmarin
Mathieu Rosmarin (auch Matheo Romero, * um 1575 in Lüttich; † 10. Mai 1647 in Madrid) war ein Komponist des Frühbarock.

## Leben
Mathieu Rosmarin verließ seine Heimat nach dem frühen Tod des Vaters. Durch Nicaise Houssart angeworben, wurde er wie zahlreiche andere Kinder aus den damaligen spanischen Niederlanden, Chorknabe in der Capilla Flamenca am Madrider Hof. Zwischen 1586 und 1593 waren die aus seiner Heimat stammenden Komponisten George de La Hèle und Philippe Rogier seine Mentoren.
1598 wurde Rosmarin, der sich seit 1594 Matheo Romero nannte, königlicher Kapellmeister am spanischen Hof von Philipp II. und Philipp III. In dieser Stellung blieb er bis 1634. 1609 wurde er zum Priester geweiht und war Privatgeistlicher von Philipp III., der ihn zum Protokollführer des Ritterordens vom Goldenen Vlies einsetzte. 
In seiner Funktion als Priester war er auch Hofkaplan des portugiesischen Königs Johann IV. So wurden viele seiner Werke, die in der königlichen Bibliothek in Lissabon lagerten, bei dem schweren Erdbeben von 1755 vernichtet.
Romero war einer der meistgeschätzten Komponisten seiner Zeit, weshalb man ihm den Beinamen „El Maestro Capitàn“ gab. Seine Wirkungszeit war am Schnittpunkt von zwei Musikepochen, der Renaissance und dem Barock. Während er aus der polyphonen Schule der großen Franco-Flämischen Komponisten hervorging, spielte er eine wichtige Rolle bei der Einführung des aus Italien kommenden „stile moderno“ in Spanien.

## Werke
Der größte Teil seiner Kompositionen war Kirchenmusik, zahlreiche Messen, Madrigale, Motetten und ein Magnificat. Es sind auch Tänze aus seiner Feder überliefert, wie folias, cancións, novenas, romances.

## Werke (Auswahl)
Messvertonungen
- Missa Bonae voluntatis in einer neun- und einer fünfstimmigen Fassung mit B.c.
- Missa Qui Habitat (8 Stimmen und B.c.)
- Missa Un jour l’amant (8 Stimmen und B.c.)
- Missa Dolce fiamella (5 Stimmen und B.c.)
- Missa Batalla (4 Stimmen und B.c.)
- Missa de Requiem de dos Baxos (8 Stimmen und B.c.)
- Missa Veu que de vostre amour a 8
- Missa Sabbato Sancto a 4

Magnificatvertonungen, Psalmvertonungen und Motetten
- 3 Magnificat
- 3 Dixit Dominus
- Domine, quando veneris
- Libera me, Domine
- Convertere Domine
- Domine, ne in furore tuo

Weltliche Werke
- 9 Villancicos
- 3 Canciones a 3
- 5 Letrillas a 3
- 2 Novenas a 2
- 2 Folias